# Ferid Rragami
Ferid Rragami (* 1. Juni 1957) ist ein ehemaliger albanischer Fußballnationalspieler.

## Laufbahn
Rragamis Spielerkarriere startete 1978, als er in die erste Mannschaft von Partizani Tirana aufgenommen wurde. Bei dem Armeeklub blieb Rragami, der zwischenzeitlich in die albanische Fußballnationalmannschaft berufen wurde, bis 1982. Er wechselte im Anschluss daran zu KS Vllaznia Shkodra, wo er bis 1985 spielte.

## Erfolge
- Albanischer Meister: 1979, 1981, 1983
- Albanischer Pokalsieger: 1980